# 謎の差出人
「謎の差出人」（なぞのさしだしにん、原題 : "Kerblam!"）は、イギリスのSFドラマ『ドクター・フー』の第11シリーズ第7話。脚本はピート・マッティグ、監督はジェニファー・ペロットが担当し、2018年11月18日に BBC One で初放送された。視聴者数は746万人であった。
本作では13代目ドクター（演：ジョディ・ウィテカー）が自身宛の宅配便の小包に助けを求めるメッセージが封入されていることに気付き、仲間のグレアム・オブライエン（演：ブラッドリー・ウォルシュ）とライアン・シンクレア（演：トシン・コール）とヤズミン・カーン（演：マンディップ・ギル）を連れて調査に乗り出す。銀河最大の小売業者カブラム社では人間の従業員を削減してロボットによる自動化が行われていたが、彼らはロボットの挙動を不審に感じるようになる。

## 連続性
ドクターに届いた商品はトルコ帽であった。トルコ帽は11代目ドクターが愛用していたもので、彼がカブラム社に立ち寄って注文したことが示唆されている。さらにドクターは社内での調査中にアガサ・クリスティを話題に挙げており、これは10代目ドクターとアガサが協力して殺人事件を調査した第4シリーズ第7話「アガサ・クリスティ失踪の謎」のことを指している。また、ドクターは所長のスレイドを金星流合気道で麻痺させている。これは第11シリーズ第2話「サバイバル・ラリー」でエピゾに使用したものであり、過去には3代目ドクターと12代目ドクターも使っていた。

## 製作
撮影はイギリス国内で行われたが、「暗闇の中の希望」と同様にオーストラリア人監督のジェニファー・ペロットが製作に携わった。

## 放送と反応
| 専門評論家によるレビュー | 専門評論家によるレビュー |
| レビュー・スコア         | レビュー・スコア         |
| 出典                     | 評価                     |
| ------------------------ | ------------------------ |
| デイリー・ミラー         | [ 4 ]                    |
| メトロ                   | [ 5 ]                    |
| ニューヨーク・マガジン   | [ 6 ]                    |
| ラジオ・タイムズ         | [ 7 ]                    |
| The A.V. Club            | B+                       |
| デイリー・テレグラフ     | [ 9 ]                    |
| インデペンデント         | [ 10 ]                   |
| TV Fanatic               | [ 11 ]                   |

### プロモーション
エピソードの放送に先駆け、2018年11月16日の『チルドレン・イン・ニード』で冒頭部が公開された。

### レーティング
「謎の差出人」のその晩の視聴者数は593万人で、番組視聴占拠率は28.5%を記録した。これはイギリスの全チャンネルにおいてその晩では4番目、その週では10番目に高い値であった。合計視聴者数は746万人に上り、その週で9番目に多く視聴された番組となり、Audience Appreciation Index のスコアは81に達した。

### 批評家の反応
カブラム社はAmazon.comとオンラインショッピングへの風刺であると複数の批評家が示唆した。